# 短鰭豬海龍
短鰭豬海龍（学名：Choeroichthys smithi），为輻鰭魚綱棘背魚目海龍魚科的其中一種，分布於西印度洋區，從莫三比克至南非德班海域，棲息深度可達8公尺，體長可達5公分，棲息在底層水域，卵胎生。